# سیارک ۷۶۱

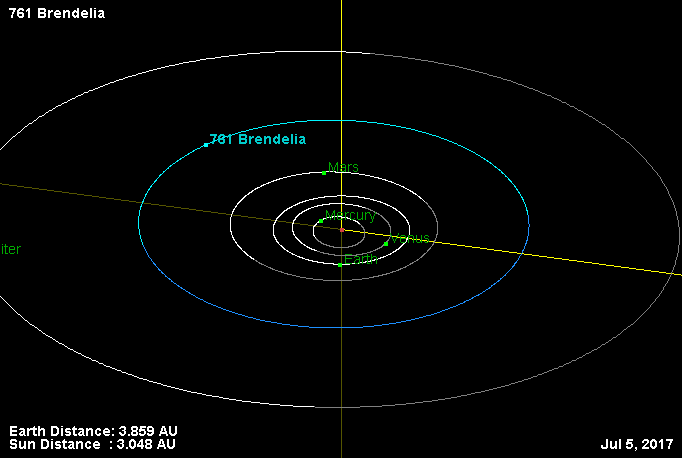
نمایی از محل قرارگیری سیارک ۷۶۱ در مدار – ۲۰۱۷

سیارک ۷۶۱ (به انگلیسی: 761 Brendelia، نامگذاری:1913SO) هفتصد و شصت و یکمین سیارک کشف شده‌است که در ۸ سپتامبر ۱۹۱۳ و در هایدلبرگ کشف شد.
قدر مطلق سیارک برابر ۱۰٫۸۳ است.